# Trastamiro Moniz de Ribadouro
Trastamiro Moniz de Ribadouro (antes de 1081 - antes de 1113) foi um nobre medieval do Condado Portucalense.

## Biografia
Trastamiro era filho de Monio Viegas II de Ribadouro, irmão do então senhor de Ribadouro e chefe da família, Ermígio Viegas I de Ribadouro. A sua mãe, Unisco Trastamires, é de origem incerta.
De herança paterna, recebeu várias propriedades nas regiões de Paiva (Picotas, Sardoura), Benviver (Eiras, Ladoeiro, Meixide, Paços de Gaiolo), Baião (Agrelos), Sanfins (Ventosela), entre outras.
Trastamiro e os seus irmãos eram provavelmente padroeiros do Mosteiro de Pendorada, fundado pelo seu pai e pelo tio, e que se comprova por um documento de 1123 onde se refere que o padroado do mosteiro é dos descendentes de Monio Viegas e Ermigio Viegas. Além disso parece surgir também, em 1092, como padroeiro do Mosteiro de Santo Tirso, como Trastemiro Nunes.
Em 1090, fez testamento, no qual doou ao cenóbio de Pendorada alguns dos seus bens em Vimieiro e Canelas (em Penafiel), Sá e Pedorido (em Paiva), Moldes (Arouca) e em Riba de Ave. Sabe-se que Trastamiro faleceu antes de 1113, pois nesse ano a sua esposa surge na documentação como viúva, e continuará a fazê-lo até 1120.

## Casamento e descendência
Da sua esposa, Boa Gonçalves, Egas teve a seguinte descendênciaː
- Gonçalo Trastamires de Ribadouro
- Monio Trastamires de Ribadouro
- Ermesinda Trastamires de Ribadouro[5] (antes de 1091-depois de 1151),[4] desposou Diogo Eitaz, e depois Nuno Osores;
- Elvira Trastamires de Ribadouro[5] (antes de 1103-depois de 1123),[4] desposou Egas Odores;
- Emiso Trastamires de Ribadouro (antes de 1114-depois de 1142)[4] desposou Egas Mendes Spina.[5]